# Мјучуал (Охајо)
Мјучуал (енгл. Mutual) град је у америчкој савезној држави Охајо.

## Демографија
По попису из 2010. године број становника је 104, што је 28 (-21,2%) становника мање него 2000. године.
| Група             | 2000.       | 2010.       |
| Белци             | 130 (98,5%) | 101 (97,1%) |
| Афроамериканци    | 0 (0,0%)    | 3 (2,9%)    |
| Азијати           | 0 (0,0%)    | 0 (0,0%)    |
| Хиспаноамериканци | 2 (1,5%)    | 0 (0,0%)    |
| Укупно            | 132         | 104         |